# A. Riebeck’sche Montanwerke
Die A. Riebeck’sche Montanwerke AG war von 1883 bis 1998 ein deutsches Montanunternehmen in der Rechtsform einer Aktiengesellschaft.

## Geschichte

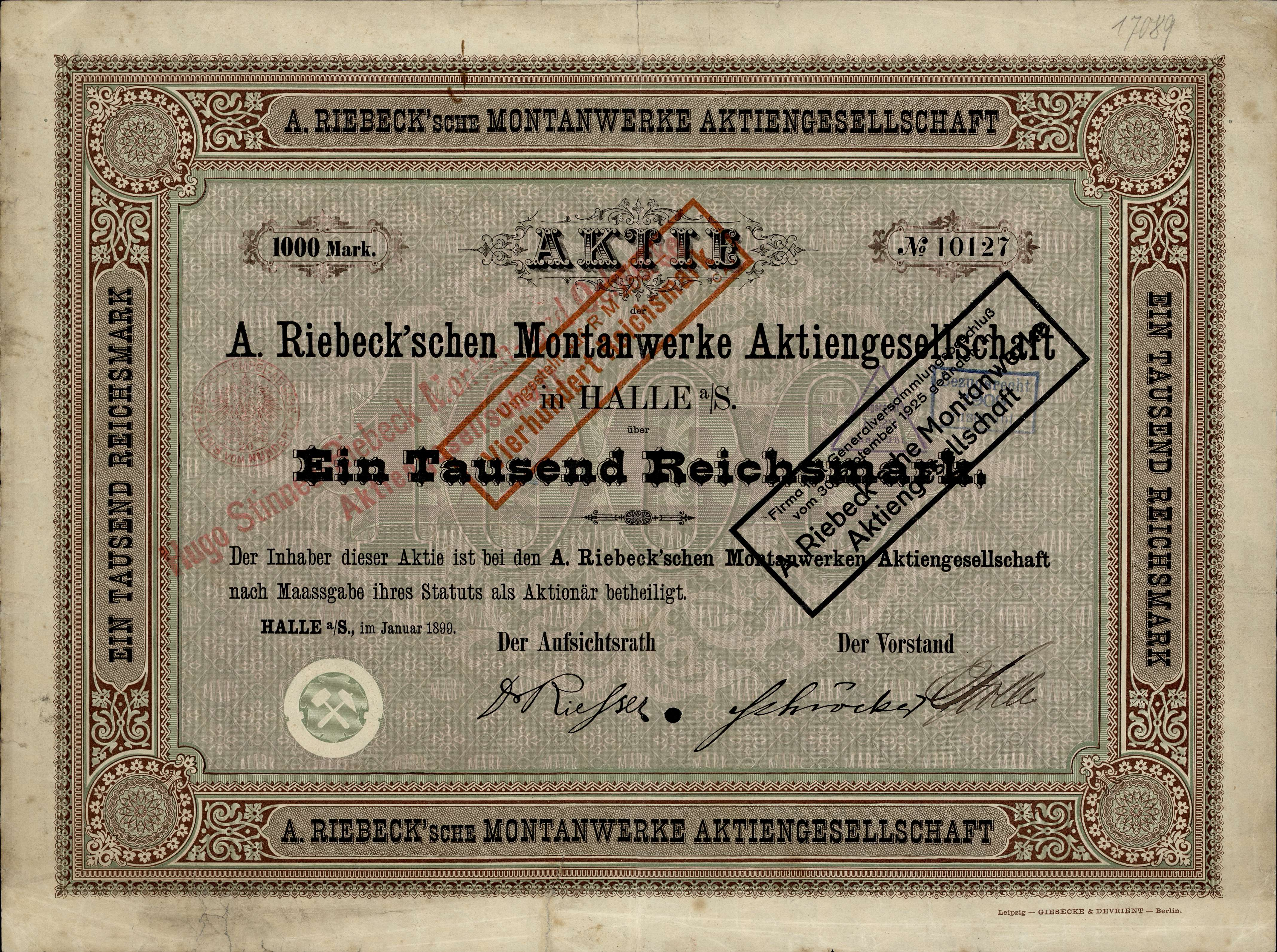
Aktie über 1000 RM der A. Riebeck’schen Montanwerke AG vom Januar 1899

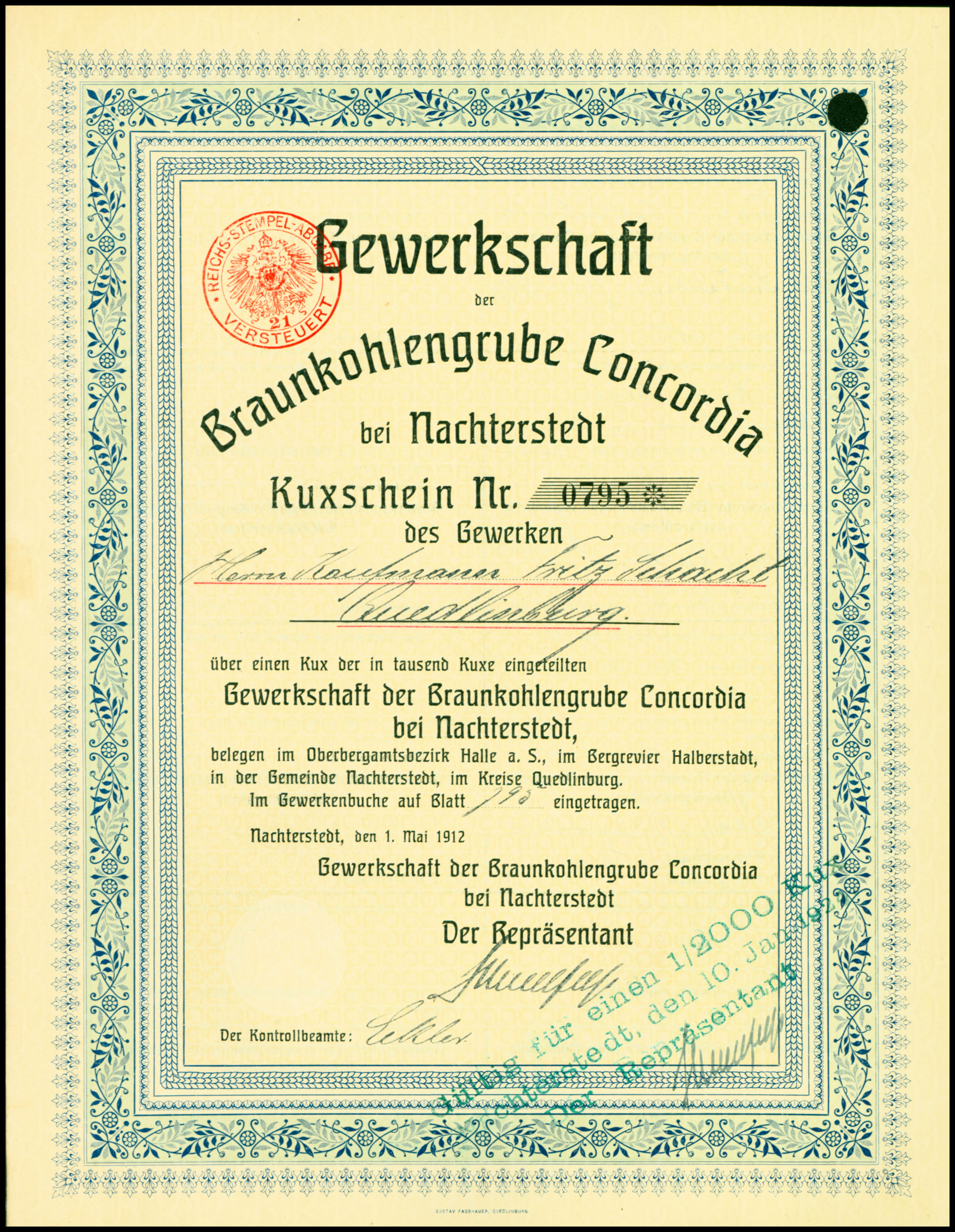
Kuxschein der Gewerkschaft der Braunkohlengrube Concordia vom 1. Mai 1912

Das Unternehmen wurde nach dem Tod von Carl Adolf Riebeck im Juni 1883 zur Auseinandersetzung um den umfangreichen Alleinbesitz von dessen Erben gegründet. Bereits 1884 trat es dem Weißenfels-Zeitzer Bergwerksverein bei. Aktien wurden 1888 an ein Konsortium verkauft, wobei Anteile im Erbenbesitz verblieben. Sitz war Halle (Saale).
Geschäftszweck der Unternehmung waren „Erwerb und Betrieb von Bergwerken, chemischen Fabriken und sonstigen Unternehmungen, die sich mit der Gewinnung, Verarbeitung, Verwertung und dem Transport von Kohlen, sonstigen nutzbaren Mineralien und auch Öl befassen, die Verwertung und der Vertrieb aller in solchen Werken und Unternehmungen gewonnenen Erzeugnisse sowie die Vornahme aller mit diesen Zwecken unmittelbar oder mittelbar in Verbindung stehenden Hilfs- und Nebengeschäfte“.
Infolge mehrerer Verschmelzungen von Bergwerksgruben entwickelten sich die Riebeck’schen Montanwerke ab Beginn des 20. Jahrhunderts zu einer der finanzstärksten Aktiengesellschaften im mitteldeutschen Braunkohlerevier. Zu den bedeutendsten Fusionen zählten im Jahr 1911 die Übernahme der Sächsisch-Thüringischen AG für Braunkohlenverwertung und die Übernahme der Naumburger Braunkohlen AG, wodurch sich das Aktienkapital der Riebeck’schen Montanwerke auf 22 Millionen Reichsmark erhöhte. Diese Summe entspricht inflationsbereinigt der Kaufkraft von 118.643.379 Euro im Jahr 2019.
Die Riebeck’schen Montanwerke waren im Jahr 1909 ein führendes Gründungsunternehmen des Mitteldeutschen Braunkohlen-Syndikats. Im Jahr 1912 folgte der Erwerb sämtlicher Aktienanteile der Zeitzer Paraffin- und Solarölfabrik AG sowie im Jahr 1913 der Zeche Ellen GmbH in Reuden bei Zeitz, deren Ankauf aus laufenden Mitteln bestritten werden konnte.
Neben Kohlebergwerken und Brikettfabriken betrieb die Gesellschaft für die damalige Zeit hochmoderne Schwelereien nebst angeschlossener Mineralöl-, Kerzen- und Paraffinfabriken an verschiedenen Standorten. Hierbei setzte das Unternehmen neue Maßstäbe in der Forschung und Entwicklung der Kohlehydrierung und war ein bedeutsamer Wegbereiter der deutschen Carbochemie.
Besitzschwerpunkte an Kohleveredlungs- und Bergwerken sowie an Beteiligungen bestanden im Zeitz-Weißenfelser Braunkohlerevier, im Geiseltal sowie im Halleschen Revier und im Bitterfelder Bergbaurevier. Zu den Veredlungsbetrieben der Gesellschaft zählten unter anderem die heutigen Romonta-Werke mit den schon damals weltweit leistungsstärksten Anlagen zur großtechnischen Gewinnung von Montanwachs aus Braunkohle. Des Weiteren besaß das Unternehmen Erdölkonzessionen in Argentinien.
Im Zuge der deutschen Autarkiebestrebungen nach dem Ersten Weltkrieg und der damit verbundenen Vertikalkonzentration der chemischen Großindustrie, erwarb ab dem Jahr 1922 Hugo Stinnes sukzessive die Aktienmehrheit der A. Riebeck’sche Montanwerke AG. Im Juni 1923 firmierte er die Gesellschaft in Hugo Stinnes-Riebeck Montan- und Oelwerke AG um. Eingebracht wurden von Stinnes die Mehrheit der Kuxe der Bergrechtlichen Gewerkschaft der Braunkohlengrube Concordia bei Nachterstedt sowie 931 der 1.000 Kuxe der Gewerkschaft Messel auf Grube Messel bei Darmstadt, um die Ölbasis zu stärken. Ferner kamen hinzu die AG für Petroleumindustrie (Api) in Berlin, die Erdölwerke Dollbergen sowie die Oleawerke AG für Mineralöl-Industrie (die spätere Deutsche Gasolin) mit Raffinerien in Frankfurt/Main und Freiburg. Die Oleawerke vertrieben dabei die gesamte Braunkohlenteerproduktion (Öle, Wachse, Paraffine, Kerzen) der A. Riebeck’sche Montanwerke.
Nach dem frühen Tod von Hugo Stinnes konnten seine Erben aus dem Konglomerat kein überlebensfähiges Unternehmen bilden. 1925 übernahm die BASF seine Unternehmung. Im April 1925 wurden die Oleawerke samt den Erdölwerken in Dollbergen in ein Tochterunternehmen abgespalten und in Hugo Stinnes-Riebeck Oel-AG umbenannt. Die A. Riebeck’sche Montanwerke erhielten im September 1925 ihren angestammten Namen zurück.
1926 wurde die Aktiengesellschaft aufgrund eines Interessenvertrages vollständig in die I.G. Farben integriert. Die Anteilseigner konnten ihre Aktien 2:1 in I.G.-Farben-Aktien umtauschen. 1931 übertrug die I.G. Farben 87 % der Aktienanteile an die Rheinische Stahlwerke AG (Rheinstahl), die mehrheitlich ebenfalls zur I.G. Farben gehörte. Die A. Riebeck’sche Montanwerke AG diente der I.G. Farben fortan als Holdinggesellschaft für diverse Öl- und Braunkohlenunternehmen. Über den Interessengemeinschaftsvertrag nebst Dividendengarantie mit der I.G. Farben erwarben die Riebeck’schen Montanwerke Ende 1934 für 5.560.000 Reichsmark eine Aktienbeteiligung an der Braunkohle-Benzin AG (BRABAG), die jedoch bereits 1937 auf die I.G. Farben übertragen wurde.
Ab 1936 errichtete die Gesellschaft mit dem Industriekraftwerk Deuben eine der modernsten Kohleveredlungsanlagen im mitteldeutschen Braunkohlerevier. Für die Versorgung der Anlagen mit Braunkohle, begann das Unternehmen ab 1937 mit dem Aufschluss der Grube Otto-Scharf bei Köttichau. Ausgestattet mit Spitzentechnologie der damaligen Zeit, war dies ein Großtagebau der Superlative. Der Komplex ging im April 1939 in Betrieb. Im selben Jahr nahm die BRABAG im neu entstandenen Hydrierwerk Zeitz die Kraftstofferzeugung und Schmierölproduktion aus Braunkohlenteer auf, den maßgeblich die Schwelerei Deuben der A. Riebeck’sche Montanwerke lieferte.
Im Geschäftsjahr 1938/39 förderte die Gesellschaft 14.631.000 Tonnen Rohbraunkohle und beschäftigte 10.424 Arbeiter und Angestellte. Ab Ende 1944 lagen die Aktien wieder zu 51 % direkt bei der I.G. Farben und zu circa 40 % bei Rheinstahl (neben geringfügigem Streubesitz). Im Juli 1945 veranlasste die Sowjetische Militäradministration in Deutschland die Enteignung der Aktionäre. Das von der U.S. Militärregierung beschlagnahmte Westvermögen der A. Riebeck’sche Montanwerke AG wurde zum Stammkapital der 1954 ausgegründeten Paraffin- und Mineralölwerk Messel GmbH (Grube Messel), die daraufhin wieder eigene Wege ging.
Der Firmenmantel wurde nach Abschluss der Wertpapierbereinigung 1966 nach Frankfurt/Main verlagert und aufgelöst, die Aktien der A. Riebeck’sche Montanwerke AG i.L. bis zur prozessualen Abfindung der letzten freien Aktionäre 1998 geführt.

## Persönlichkeiten
- Otto Fabian, langjähriges Aufsichtsratsmitglied
- Otto Scharf, Vorstandsvorsitzender
- Heinz Massingh, Vorstandsmitglied